# 別所城
別所城（べっしょじょう）は、福岡県久留米市にあった日本の城（山城）。

## 概要
高良山の主峰・毘沙門岳の山頂付近に築かれ、毘沙門岳城とも呼ばれる。Ｙ字形の曲輪が切通しによって東西の2つに分けられ、東側が本丸とみられる。南北100m、東西15mほどの本丸には土塁で囲まれた地区があり、北側には土塁と空堀が設けられた。尾根上にある西の曲輪は長さ100m、幅20mほどで、どちらの郭も南および西側は急斜面となっていた。また、さらに本丸の東にも長さ70m、幅20mほどの曲輪もあった。
延文4年（1359年）の筑後川の戦いでは懐良親王の本城になったという。高良山は大友氏の傘下にあったため、寛正6年（1465年）に筑後国守護職を回復しようとする菊池氏と結んだ黒木氏や三池氏が蜂起した際、当城も攻撃の対象とされた。この際に志賀親家が当城を救援し、菊池為安らを討取っている。1967年に跡地が森林公園として整備されている。